# Donau (Schiff, 1964)
Der Tender Donau (A 69) war ein Versorgungs- und Führungsschiff der Rhein-Klasse für Schnellboote der deutschen Bundesmarine.
Tender dienen bei der deutschen Marine als Versorgungsschiffe. Sie versorgen kämpfende Einheiten (Schnellboote, Minensucher, U-Boote) mit allem Notwendigen. In der deutschen Marine werden die Tender nach großen deutschen Flüssen benannt. Den Namen Donau erhielt in der bundesdeutschen Marine neben der A 69 auch die A 516 der Elbe-Klasse.

## Geschichte

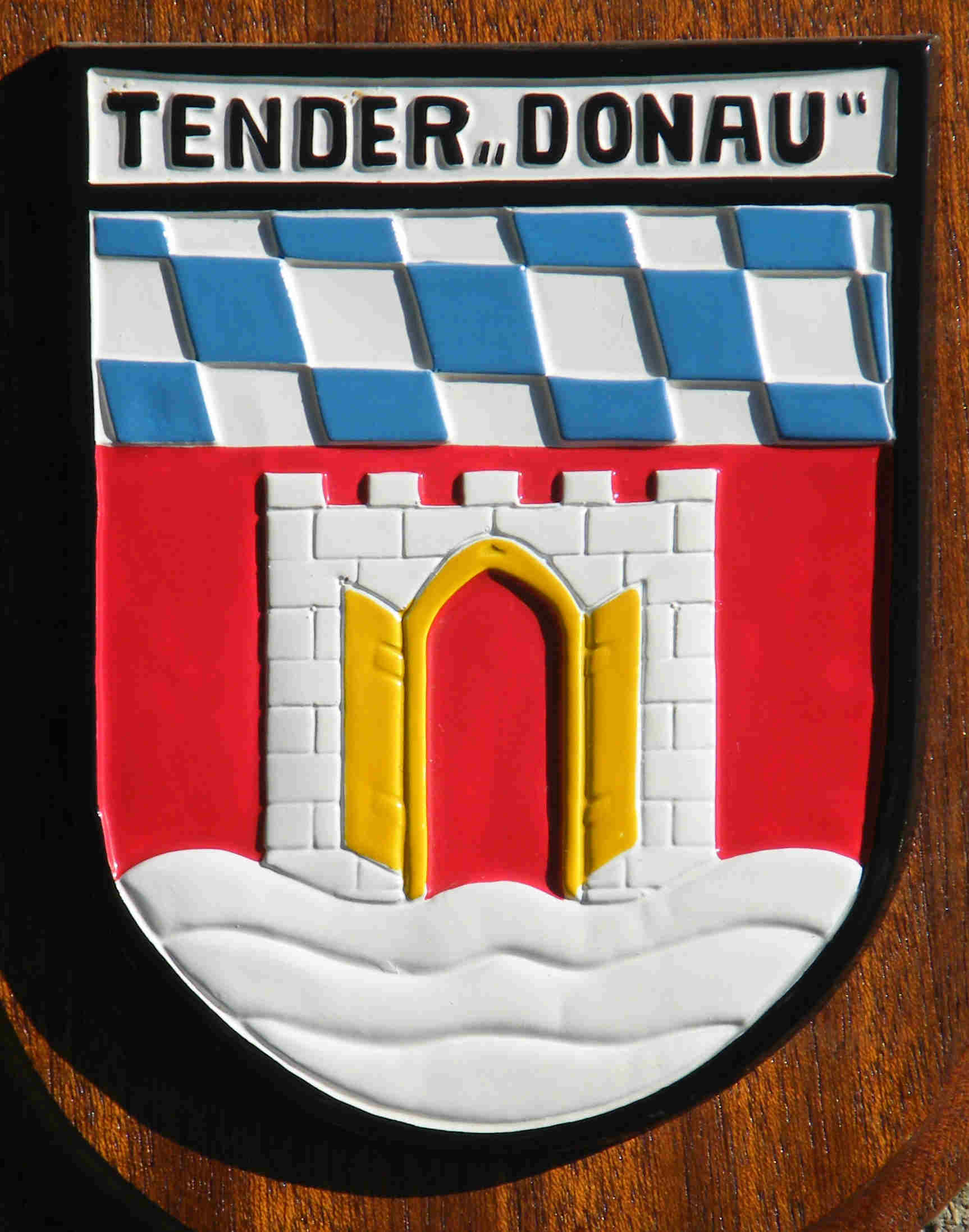
Wappen Tender DONAU A69

Die Schiffstaufe war am 26. November 1960. Der Tender wurde am 23. Mai 1964 in Dienst gestellt. Gebaut wurde er auf der Schlichting-Werft in Lübeck-Travemünde. Zusammen mit zwölf weiteren Schiffen gehörte er zur Rhein-Klasse. Innerhalb dieser Klasse bekamen die Schnellboot-Tender die Bezeichnung 401, die Minensuchboot-Tender die 402 und die U-Boot-Tender die 403.
Das Wappen des Tenders Donau zeigt das Stadtwappen von Deggendorf. Die Stadt im Donautal hatte die Patenschaft für den Tender übernommen.
Nach der Indienststellung wurde der Tender Donau als Schulschiff hergerichtet und fuhr bis Ende 1968 für die Offiziersausbildung. Danach, der Reserveflottille zugeteilt, wurde Donau anschließend außer Dienst gestellt. Ab dem 18. Februar 1970 wurde er als Tender für das 2. Schnellbootgeschwader wieder in Dienst gestellt.
1991 diente der Tender als Versorger der Minensuchboote, die sich nach dem Zweiten Golfkrieg an der Minenräumung im Persischen Golf beteiligten. 1993 besuchte das 2. SG mit der Donau als erster Verband der Bundesmarine Klaipėda in Litauen.
Am 1. Dezember 1994 wurde der Tender endgültig außer Dienst gestellt und anschließend an die Türkei abgegeben.

## Daten
Die Marschgeschwindigkeit der Donau betrug 15 kn, die Höchstgeschwindigkeit 18 bis 20 kn. Der Tender war mit einer Klimaanlage ausgerüstet, weswegen er 1991 im Persischen Golf für die Minensuchboote eingesetzt wurde.

Tender Donau A69 mit zwei Booten des 2. SG in Kristiansand, Norwegen
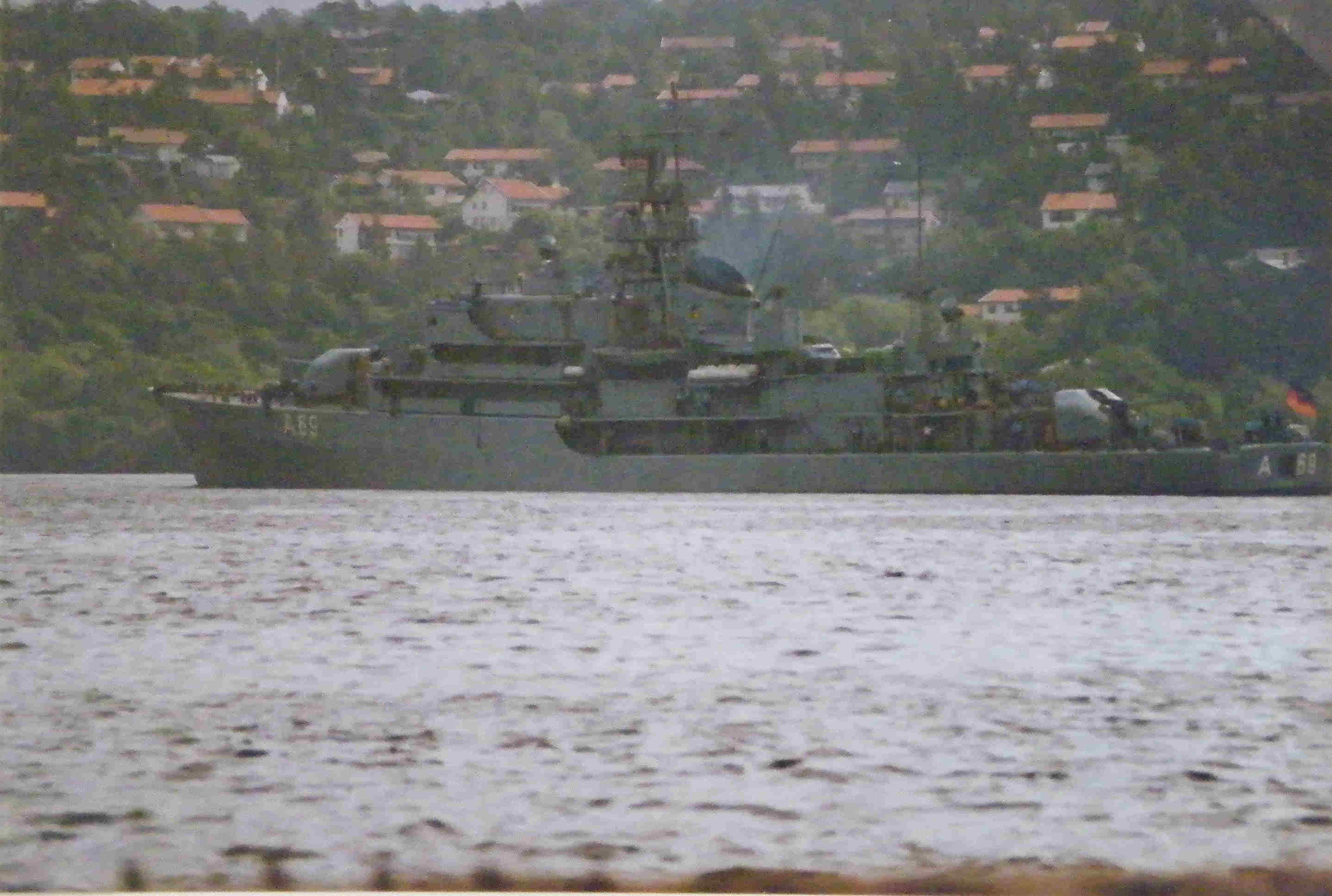
Tender Donau A69 im Sommer 1990 in Kristiansand, Norwegen

## Kommandanten
| Kommandant                  | Zeit                        |
| --------------------------- | --------------------------- |
| Korvettenkapitän Feindt     | Mai 1964–September 1964     |
| Fregattenkapitän Mohs       | Oktober 1964–Mai 1966       |
| Fregattenkapitän Oehlke     | Juni 1966–März 1968         |
| unbesetzt                   | April 1968–Januar 1970      |
| Korvettenkapitän Kriewitz   | Februar 1970–September 1970 |
| Korvettenkapitän ten Eicken | Oktober 1970–September 1971 |
| Korvettenkapitän Boysen     | Oktober 1971–September 1973 |
| Korvettenkapitän Hufenbach  | Oktober 1973–September 1975 |
| Korvettenkapitän Ziemer     | Oktober 1975–Juni 1978      |
| Korvettenkapitän Fechtmann  | Juli 1978–September 1980    |
| Korvettenkapitän Fischer    | Oktober 1980–März 1981      |
| Korvettenkapitän v. Toll    | April 1981–Juli 1983        |
| Korvettenkapitän Ridder     | August 1983–Mai 1986        |
| Korvettenkapitän Förster    | Juni 1986–September 1987    |
| Korvettenkapitän Jentzsch   | Oktober 1987–September 1992 |
| Korvettenkapitän Munzer     | Oktober 1992–Dezember 1994  |